# Ectroma truncatum
Ectroma truncatum är en stekelart som beskrevs av Prinsloo 1986. Ectroma truncatum ingår i släktet Ectroma och familjen sköldlussteklar.
Artens utbredningsområde är Zimbabwe. Inga underarter finns listade i Catalogue of Life.